# Ахерн, Брайан (актёр)
Бра́йан Ахе́рн (англ. Brian Aherne, при рождении Уильям Брайан де Лейси Ахерн (англ. William Brian de Lacy Aherne); 2 мая 1902 — 10 февраля 1986) — британский актёр, много снимавшийся в Голливуде.
Родился в Великобритании в графстве Вустершир в семье архитектора Уильяма де Лейси Ахерн и его жены Луизы. Образование получил в Бирмингеме, Лондоне и Малверне, где и стартовала его актёрская карьера. С 1924 года Ахерн стал появляться на большом экране, где запомнился своими ролями в фильмах «Подземка» (1928), «Песнь песней» (1933), «Вечность и один день» (1943), «Я исповедуюсь» (1953) и «Титаник» (1953), а в 1940 году за роль в исторической драме «Хуарес» был номинирован на премию «Оскар». Помимо этого он много играл на Бродвее, начиная с 1931 и заканчивая 1960 годом. С начала 1950-х актёр снимался и на телевидении, где у него были роли в сериалах «Диснейленд», «Караван повозок», «Сыромятная плетень» и «Сумеречная зона». В 1969 году, спустя два года после завершения карьеры, Ахерн опубликовал автобиографию «Надлежащая работа».
Актёр дважды был женат: с 1939 по 1945 год — на актрисе Джоан Фонтейн, а с 1946 года и до своей смерти — на Элинор де Лигр Лаброт. Актёр скончался от сердечного приступа в Венисе, Флорида в 1986 году в возрасте 83 лет. Его вклад в киноиндустрию США отмечен звездой на Голливудской аллее славы.